# Верхньодорожівська сільська рада
Верхньодорожівська сільська рада — орган місцевого самоврядування у Дрогобицькому районі Львівської області з адміністративним центром у с. Верхній Дорожів.

## Загальні відомості
Історична дата утворення: в 1940 році. Водоймища на території, підпорядкованій даній раді: річка Бистриця.

7.5.1946 в Дублянському районі перейменували населені пункти Дорожів-Горішнянської сільської Ради: хутір Мельники Горішні — на хутір Горішні Мельники, село Дорожів Горішній — на село Верхній Дорожів, а Дорожів-Горіщнянську сільську Раду, відповідно до назви її центру, — на Верхньодорожівську.

## Населені пункти
Сільській раді підпорядковані населені пункти:
- с. Верхній Дорожів

## Склад ради
Рада складається з 16 депутатів та голови.

### Керівний склад ради
| ПІБ                         | Основні відомості                                                                                                | Дата обрання | Дата звільнення |
| --------------------------- | --- | ------------ | --------------- |
| Летнянка Василь Миколайович | Сільський голова, 1953 року народження, освіта, член Всеукраїнського об'єднання «Батьківщина»                    | 26.03.2006   | 31.10.2010      |
| Летнянка Василь Миколайович | Сільський голова, 1953 року народження, освіта середня спеціальна, член Всеукраїнського об'єднання «Батьківщина» | 31.10.2010   |                 |

Примітка: таблиця складена за даними джерела